# A Fireside Chat with Lucifer
A Fireside Chat with Lucifer (deutsch Ein Kamingespräch mit Luzifer) ist ein Jazzalbum von Sun Ra and His Outer Space Arkestra. Die im September 1982 in den Variety Recording Studios in New York City entstandenen Aufnahmen erschienen 1983 auf Saturn Research. Am 9. November 2014 wurden die Aufnahmen als Download wiederveröffentlicht.

## Hintergrund
Das Album entstand nach den Aufnahmen zu Ra to the Rescue, Just Friends und Mitschnitten aus West-Berlin (Sun Ra On Earth). In Sun Ra and His Outer Space Arkestra spielten dabei Walter Miller (Trompete), Tyrone Hill (Posaune), Vincent Chancey (Waldhorn), Marshall Allen (Altsaxophon, Flöte), John Gilmore (Tenorsaxophon), Danny Ray Thompson (Baritonsaxophon, Flöte), James Jacson (Fagott), Hayes Burnett (Bass), Eric Walker (Schlagzeug), Atakatune (Congas, Perkussion) und June Tyson (Gesang in „Nuclear War“). 1982 entstand bei den Variety-Sound-Aufnahmen zu  A Fireside Chat with Lucifer trotz weniger Neukompositionen Material in einer ungewöhnlichen musikalischen Vielfalt, das (u. a. bei Saturn) 1984 auf weiteren LPs in unterschiedlichen, teils überschneidenden Figurationen unter den Titeln Nuclear War und Celestial Love veröffentlicht wurde. Das Material von A Fireside Chat with Lucifer gilt letztlich als eines des am häufigsten gemischten des El Saturn-Label; die ersten beiden Stücke des Albums bilden auch die ersten beiden von Nuclear War/Celestial Love, daneben existieren weitere LP-Versionen mit einer etwas anderen Struktur.
Das Saturn-Album A Fireside Chat with Lucifer wurde in begrenzten Mengen gepresst und mit handgefertigten kopierten Covern (ohne Besetzung und Impressum) versehen bei Konzerten verkauft. Original-Exemplare sind unglaublich selten. Die Wiederveröffentlichung der LP A Fireside Chat with Lucifer im Jahr 2014 wurde von Michael D. Anderson (vom Sun Ra Music Archive) und Irwin Chusid in Lizenz der Erbengemeinschaft Sun Ra LLC remastered und co-produziert. Soweit verfügbar, wurden Original-Session-Bänder verwendet.
Der bekannteste Track in diesem Werk war das mit „atomaren“ Kraftausdrücken gefüllte Stück „Nuclear War“. Ursprünglich war sich Sun Ra so sicher, dass der funkige tanzbare Track „Nuclear War“ ein Hit werden könnte, dass er ihn sofort zum Major-Label Columbia Records brachte, wo sie ihn sofort ablehnten, schrieb Al Campbell in Allmusic. Warum er an einen Song mit dem sich wiederholenden Gesang „Nuclear War, they're speaking about Nuclear War/It's a motherf***er, don't you know/if they push that button, your as got to go/and whatcha gonna do“ dachte, dies wäre ein Hit, sei ein weiteres Rätsel im Mythos von Sun Ra, so Al Campbell bei Allmusic. Selbst mit dem Tanzbarkeitsfaktor wäre der Song ohne starke Zensur niemals im Radio gespielt worden. Schwer deprimiert von der Ablehnung, aber immer noch entschlossen, lizenzierte Sun Ra den Track an Y Records, einem britischen Post-Punk-Label. Ursprünglich wurde eine Vinyl-Maxisingle, mit „Sometimes I’m Happy“ (entstanden bei derselben Session 1982) auf der B-Seite veröffentlicht. Zwei Jahre später wurde Nuclear War als Album veröffentlicht, allerdings nur in Italien. Die verbleibenden Tracks dieses Albums umfassen vier Eigenkompositionen und drei Standards, Duke Ellingtons „Drop Me Off in Harlem“, „Sometimes I’m Happy“ und „Smile“. Als 10-Inch-Single bzw. als Download erschien „Nuclear War“ erneut 2018, gekoppelt mit „Outer Reach Intense Energy“ und „Twilight“.
Abgesehen von spirituellen Implikationen könnte der Titel des Albums in zweiter Linie auch ein Insiderwitz gewesen sein: In den frühen 1950er-Jahren, während Ra Gesangsgruppen in Chicago coachte, bestand Sonny Blount darauf, dass seine jungen Schützlinge ihn „Lucifer“ nennen.

## Sun Ra und die Variety Studios
Obwohl Ra seit 1968 in Philadelphia lebte, buchte er unter der Aufsicht der Eigentümer (und seiner Freunde) Fred Vargas und Warren Smith häufig Sessions in New York in den Variety Recording Studios. Die Zusammenarbeit hatte bereits in den 1960er-Jahren begonnen, und unzählige Sun Ra-Sessions wurden in den Variety Studios festgehalten. Fireside Chat, aufgenommen im September 1982, war eine der letzten ausgedehnten Arkestra-Sessions im Variety; abgesehen von drei Tracks, die dort noch 1985 mit dem Gitarristen Phil Alvin aufgenommen wurden, sollte es sechs Jahre dauern, bis Sun Ra die Variety Studios wieder ausgiebig nutzte. 1988 nahm er den Disney-Song „Pink Elephants on Parade“ sowie das Album Blue Delight (A&M) dort auf. Der Großteil von Sun Ras aufgezeichnetem Vermächtnis in den 1980er-Jahren wurde live in Clubs und Konzertsälen aufgenommen. Eine noch unveröffentlichte Session von 1986 in den Bostoner Mission Control Studios ist eine Ausnahme, schrieb Irwin Chusid.

## Titelliste
- Sun Ra: A Fireside Chat with Lucifer (Saturn Gemini 19841, Saturn Research B1984SG)[11]

1. Nuclear War 7:44
2. Retrospect 5:41
3. Makeup 4:56
4. A Fireside Chat with Lucifer 20:10

Alle Kompositionen stammen von Sun Ra.

## Rezeption
Der Sun-Ra-Biograf John Szwed charakterisierte das Titelstück von A Fireside Chat with Lucifer als eine freie Kompositionen, die auf Weltall-Akkorden aufbaue. Es bewahre „eine lyrische Qualität trotz eines offenen Rahmens und Texturen, die dazu ermutigen, dass Klänge auftauchen und aus der Band hervortreten, als ob keine menschliche Absicht dahinter steckte. Sun Ras Orgelspiel ist hier weniger auf Bombast und Klangterror aufgebaut als auf Flüstern, Stottern, Zittern und Anschwellen.“ Irwin Chusid weist darauf hin, dass der Titel abgesehen von den spirituellen Implikationen auch ein Insider-Witz gewesen sein könnte. Denn in den frühen 1950er Jahren, als er in Chicago Gesangsgruppen unterrichtete, bestand Sun Ra darauf, dass seine jungen Schützlinge ihn „Luzifer“ nannten.
„Nuclear War“ wurde zu einem „Underground“-Hit der frühen 1980er-Jahre, als es auf einer 12-Zoll-Single erschien (einschließlich des Saturn-Albums A Fireside Chat With Lucifer), hieß es (ohne irgendeine Plausibilisierung) in den Liner Notes der digitalen Wiederveröffentlichung (2018) von „Nuclear War“: Sun Ra und seine Crew würden darauf den tödlichen Horror mit todernstem Call and Response-[Gesang] entlarven, angesäuert mit Funk und einer Prise Humor für eine bessere Verdauung, glänzenden Augen in einer entspannten, trällernden Kosmo-Gangster-Haltung.
TJ Gorton schrieb in Beat Caffeine, wie viele von Sun Ras Alben zu dieser Zeit würde die Musik auf dieser Aufnahme aus der Mitte der 1980er-Jahre überall hin und her springen und seine abenteuerliche Experimentierfreudigkeit und Spontaneität betonen. Dieses Album enthalte das massiv politisch und sozial bewusste Jazz-Funk-Meisterwerk „Nuclear War“, während die atmosphärische Ballade „Retrospect“, der Soul-Jazz-Groover „Makeup“ und das ausgedehnte 21-minütige kosmische Free-Jazz-Titelstück weitere Highlights darstellten.
Chris May schrieb zu „Nuclear War“ / „Sometimes I’m Happy“, es sei kein Wunder, dass die CBS-Geschäftsführung seinerseits den Song abgelehnt hatte, mit der Begründung, dass der Refrain – „It’s a motherfucker / Don’t you know / If they push that button / Your ass got to go“ – jede Chance auf Airplay ausschlösse. Die Y-Single, auf dem Label von Dick O’Dell, sei phänomenal selten, selbst nach Sun Ras Maßstäben.
Nach Ansicht von Irwin Chusid, der die Liner Notes der Neuausgabe von 2014 schrieb, hat Fireside Chat, wie viele Sun-Ra-Alben auch, stilistisches „Zufalls-Shuffle“ geboten, wie es die Absicht des Künstlers war, was seine eklektische, scheinbar unvereinbare Herangehensweise an kompositorische Extreme widerspiegelt. Mit Sun Ra bekäme man eben alles außer Konsistenz und Vorhersagbarkeit. Seite B habe aus dem unergründlichen 21-minütigen Titeltrack bestanden, während Seite A drei voneinander unabhängige, kürzere Werke enthalten habe, dem ironisch apokalyptischen „Nuclear War“, zudem eine träge, atmosphärische Ballade mit dem Titel „Retrospect“ und die Soul-Groove-Nummer „Makeup“.
Thomas Stanley habe in seinem Buch mit dem zweideutigen Titel The Execution of Sun Ra aus dem Jahr 2014 angemerkt: „Sein ganzes Leben lang war [Sun Ra] konsequent in seiner Ablehnung des Krieges und seine Kunst spiegelte dies wider, vielleicht am deutlichsten in dem Weltraumgesang ‚Nuclear War‘. ' „It’s a motherfucker, don’t you know“, singen Sun Ra und der Posaunist Tyrone Hill [gemeinsam mit June Tyson] über einer täuschend funkelnden chromatischen Pianolinie, die in einem stetigen Laufrhythmus gespielt wird. [Es ist] die einzige Verwendung von Obszönitäten, die diesem Autor in Sonnys umfangreichem Repertoire an aufgenommenen Liedern bekannt ist.“ Tatsächlich seien die vokalen und instrumentalen Arrangements auf „Nuclear War“ so sachlich, so ohne Dringlichkeit, schrieb Chusid, dass ein Zuhörer, der sich nicht bewusst sei, dass es sich um eine Sun Ra-Komposition handelte, denken könnte, es sei eine Parodie auf eine Punkrock-Hymne. „Nuclear War“ sei [purer] Punk-Jazz.